# Endotèrmia
L'endotèrmia o homeotèrmia (del grec: homoios = "similar", thermē = "calor") és la capacitat d'alguns animals de controlar la seva temperatura corporal a través de tremolors musculars, combustió de greix o respiració ràpida. L'oposat és la pecilotèrmia. Alguns autors restringeixen l'ús del terme a les accions destinades a elevar la temperatura del cos. També es coneix com a homeotèrmia les condicions ambientals de temperatura més o menys constant al llarg de l'any.
Els animals de sang calenta (aus, mamífers i possiblement alguns dinosaures) usen l'endotèrmia per conservar l'homeòstasi, és a dir, mantenir la temperatura del seu cos a un nivell constant.

## Avantatges
Els enzims actuen de manera òptima dins un interval de temperatura relativament estret. Tanmateix alguns ambients ofereixen temperatures més constants que d'altres. Per exemple en els tròpics la variació de la temperatura entre les estacions és més petita que la seva variació diària. Les grans masses d'aigua com els oceans i els llacs molt extensos tenen una variació moderada de la seva temperatura. Les aigües sota la superfície de l'oceà tenen una temperatura particularment estables.

## Inconvenients
Com que alguns animals homeoterms fan servir enzims especialitzats en un ventall poc ampli de temperatures corporals, la hipotèrmia ràpidament pot portar a l'entorpiment i a la mort.